# Déva
Déva (románul Deva, németül Diemrich, Schlossberg, Denburg, latinul Sargetia, erdélyi szász nyelven Dimmrich) megyei jogú város (municípium), Hunyad megye székhelye Romániában, Erdélyben. A 150 ezer lakost tömörítő Déva–Piski–Vajdahunyad urbanisztikai tömb egyik alapvető alkotóeleme.

## Nevének eredete
Első említése 1269-ből való, Dewa alakban. Német neve 1412-ben Denburg. 1808-ban románul Gyevá, németül Diemrich.
A város nevének az eredetére vonatkozóan három föltételezés ismeretes: 1. A 'lány' jelentésű szláv deva szóból. Ez talán összefüggene a várba befalazott asszony legendájával. 2. A dák dava, a legtöbb ismert dák helynévben megtalálható és valószínű  'vár' jelentésű szó.[forrás?] 3. Egy türk eredetű ómagyar személynévből, melynek eredeti Győ alakját az Algyő helynév őrizte meg.

## Földrajz
A Maros bal partján, Gyulafehérvártól 71 km-re délnyugatra, Aradtól 148 km-re délkeletre fekszik. Közúton az A1-es autópályán közelíthető meg.

### A Várhegy

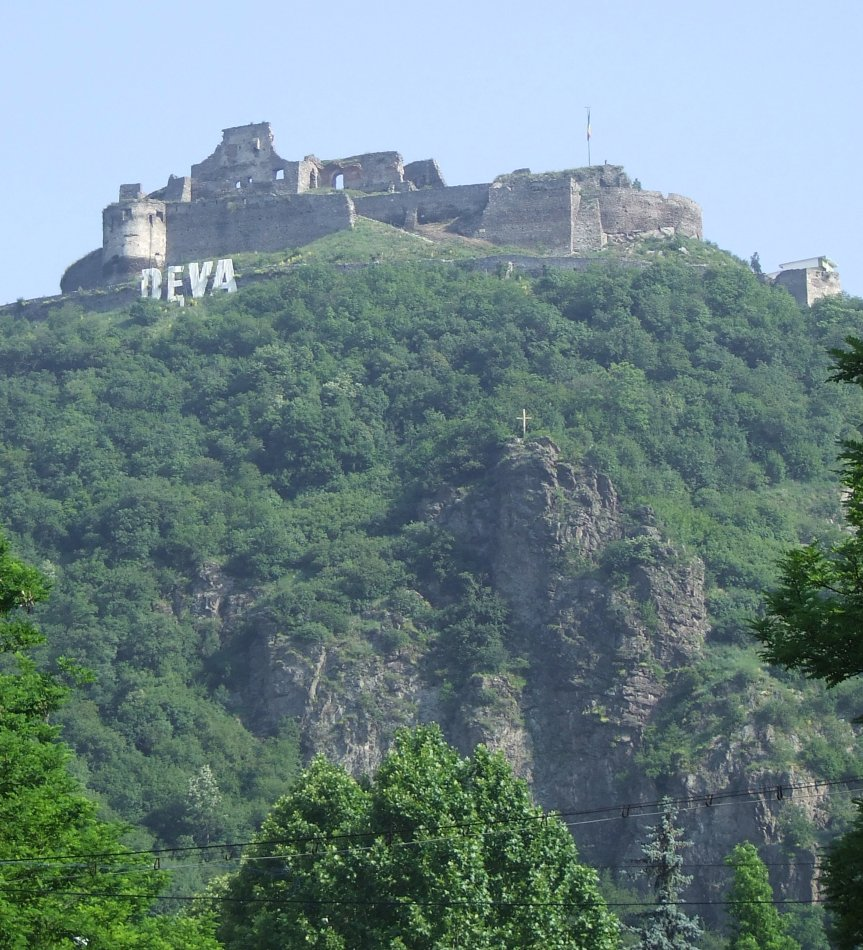
A dévai várhegy és vár 2007-ben

A Maros völgyében fekvő várost a 371 méteres, vulkanikus eredetű Várhegy (románul: Cetatea, ejtsd: csétátéá) uralja. A megejtő magasságú s a környékről is messziről látható várat a 13. században kezdték építeni. Napjainkban fölvonóval vagy gyalogosan közelítheti meg a látogató. A romantikus szépségű természeti rezervátumot képező Várhegy számos ritka növény és a homoki vipera (Vipera ammodytes) előfordulási helye. Minthogy a vár börtönében szenvedett mártírhalált Dávid Ferenc, az Erdélyi Unitárius Egyház megalapítója és első püspöke, a Várhegy és a vár az unitáriusok nemzetközi zarándokhelye. A felhők fölé emelkedő Várhegy csúcsán a látogatónak felejthetetlen látványban lehet része: derűs időben a Retyezát-hegység hóborította csúcsai is fölvillanhatnak. A Maros-völgy ezen különleges geológiai képződményét naponta több száz turista látogatja.

## Története

### A vár története

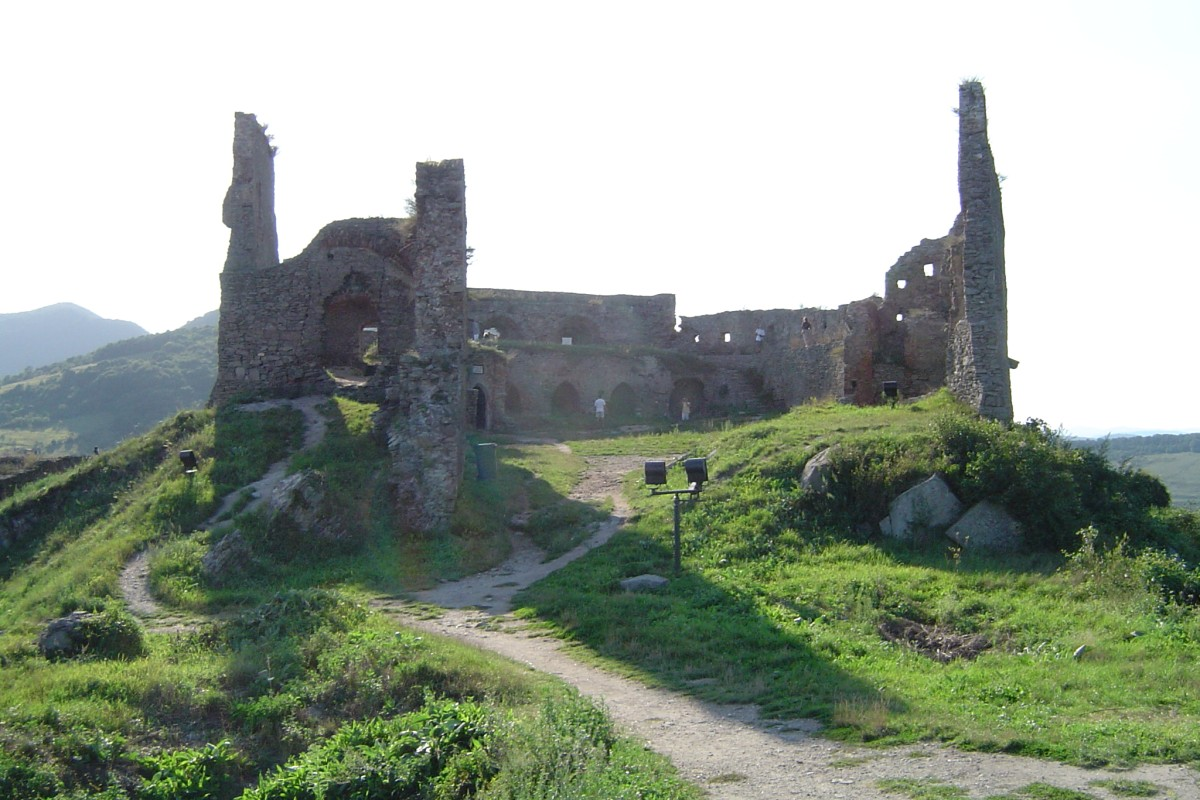
A dévai vár maradványai 2006-ban

A Várhegyen már az Ókorban, dákok és a rómaiak idejében is emelkedett erődítmény. A napjainkban romos állapotban lévő dévai várat, amelyet a tatárjárás után IV. Béla építtetett újjá, 1264-től említik a korabeli oklevelek. 1264. augusztus elején itt győzte le V. István híve, Csák Péter a királyhoz hűtlenné vált Kán László erdélyi vajda seregét.
1302-től a dévai vár volt az erdélyi alvajdák székhelye. 1580 körül a katonai jelentőségű várat ismét megerősítették. 1550 novemberében itt aratott győzelmet enyingi Török János, hunyadi főispán Kászim török pasa előhadain. A 16. században ebben a várban raboskodott Dobó István, az egri hős, aki Izabella királyné parancsára került fogságba. A dévai vár börtönében szenvedte el rabsorsát Dávid Ferenc, Erdély első unitárius püspöke, aki itt halt meg 1579. november 15-én. 1603. szeptember 9-én itt akarta kivégeztetni Giorgio Basta osztrák tábornok az Erdélyi Fejedelemség főurait. A vár számos birtokosa közül a legjelentősebbek : Hunyadi János, Szapolyai János, Bocskai István és Bethlen Gábor voltak. 1657-ben a török nagyvezír foglalta el a várat. 1704-ben kuruc kézre jutott, de Csáky András három heti ostrommal 1706-ban visszafoglalta. 1719-ig a várrendszer sérüléseit kijavították. 1784-ben itt végezték ki a Mócföldről indult Horea vezette felkelés elfogott résztvevőit. 1817-ben az ide látogató I. Ferenc osztrák császár és magyar király elrendelte a vár helyreállítását: a munkálatok tizenkét évig tartottak. 1849. február 7-én Kemény Farkas magyar forradalmi seregét itt lepték meg az Avram Iancu vezette, osztrákbarát román népfölkelők, s csak Bethlen Gergely megérkezése menti föl a forradalmi csapatokat a szorongatott helyzetből. 1849. május 27-én a várat elfoglalta a magyar forradalmi honvédsereg, de a vár lőporraktára mindmáig tisztázatlan körülmények között augusztus 12-én fölrobbant. Azóta az egykor fontos katonai erősségnek számító, s az egész Várhegyet uraló várrendszernek ma már csak a Várhegy ormán található falai állnak. 1849. augusztus 18-án itt tette le a fegyvert Bem apó és Guyon magyar forradalmi seregének a maradványa az osztrák haderő előtt. A városi hatóságok két évtizedente imitt-amott némely falmaradványt meg-megerősítettek hellyel-közzel a helybeli kőművesek odaadó hozzájárulásával, ám a dévai vár, Erdély egyik legmegragadóbb erődítményrendszerének korhű és szakértői restaurációja immár ide s tova százötven éve még mindig várat magára. 2010-ben a Várban nagyméretű helyreállítási munkálatok kezdődtek el.

## Népesség
A város a Várhegy köré épült.
- 1850-ben a város 2129 lakosából 1038 személy román, 517 magyar, 255 német és 216 cigány; ebből 1173 ortodox, 598 római katolikus és 301 református vallású volt.
- 1910-ben 8654 lakosából 5827 lélek magyar, 2417 román és 276 német anyanyelvű; ebből 3393 római katolikus, 2551 ortodox, 1292 református, 791 zsidó, 314 görögkatolikus és 242 evangélikus vallású volt.
- 2002-ben 65 873 lakosából 59 576 személy román, 5022 magyar és 674 cigány nemzetiségű; ebből 55 365 ortodox, 4402 római katolikus, 1671 református, 1606 pünkösdista, 1050 baptista és 889 görögkatolikus vallású.

## Kultúra

### A helység ihlette irodalmi művek
- Ringwald Erwin: Például Déva. Regény (Kriterion, Bukarest, 2005)
- François Bréda: Diva Deva. Esszé (Grinta, Kolozsvár, 2006)

### Déva és környéke a népi kultúrában
Hunyad megye helységeihez több népmonda és legenda fűződik. A dévai vár építésének a történetét a magyar nyelvterületen közismert Kőműves Kelemenné című ballada rögzíti a szimbólumok szintjén.
„Tizenkét kömijes ésszetanakodék
Magoss Déva várát hogy felépittenék
Hogy felépittenék félvéka ezüstér
Félvéka ezüstér félvéka aranyér
Déva várossához meg is megjelöntek
Magoss Déva várhoz hézza is kezdöttek
Amit raktak délig leomlott estére
Amit raktak estig leomlott röggère”
(Kőműves Kelemen, székely népballada. Kezdősorok ; részlet)
- Kőműves Kelemenné. Teljes szöveg. Archiválva 2008. szeptember 23-i dátummal a Wayback Machine-ben

A dévai, a pusztakaláni és az aranyi vár építésének történetét tündérmese fémjelzi.
- Három tündér. Déva, Kalán, Arany. Benedek Elek gyűjtése. Archiválva 2012. január 19-i dátummal a Wayback Machine-ben

A karácsonyi katonajáték, az úgynevezett «zsidózás» mindmáig élő hagyomány Csernakeresztúron és Déván a bukovinai székelyek körében.
- A karácsonyi katonajáték Csernakeresztúron és Déván

## Látnivalók

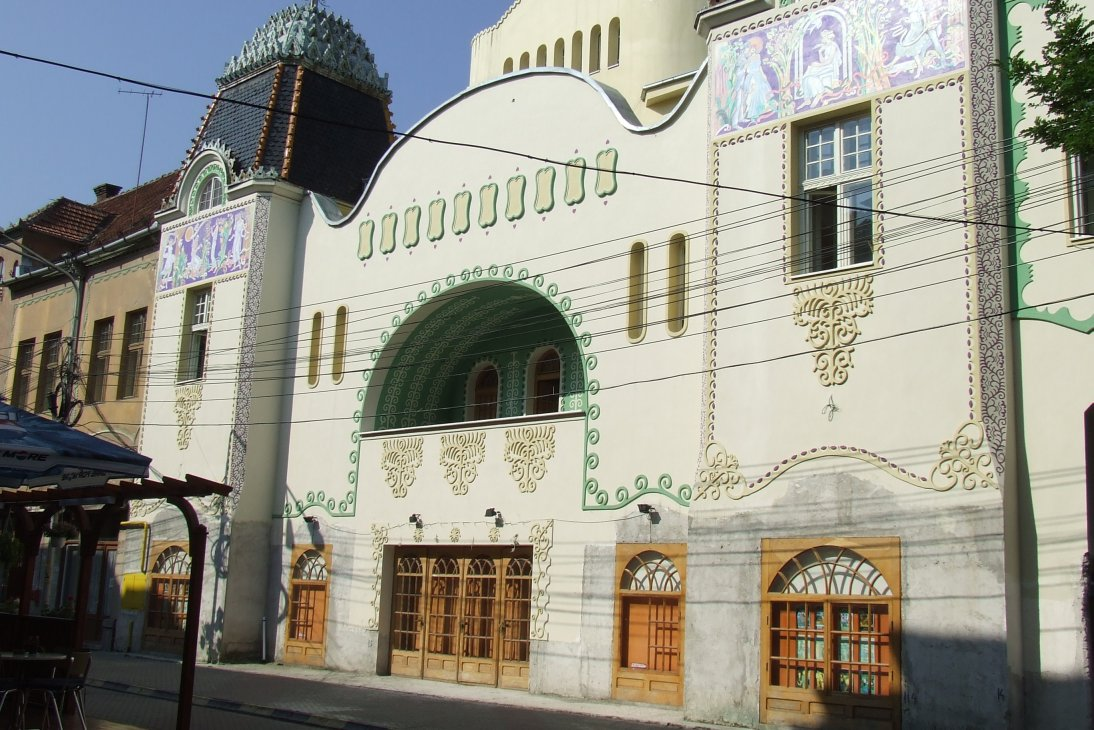
A Dévai Színház

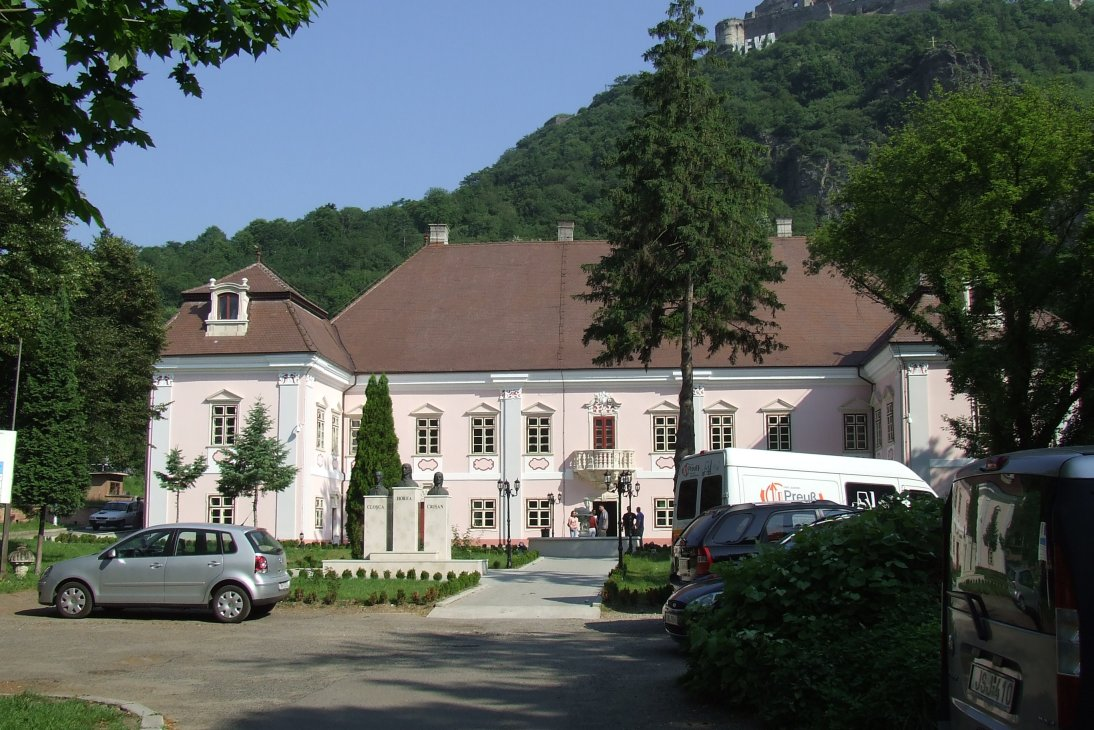
A Magna Curia

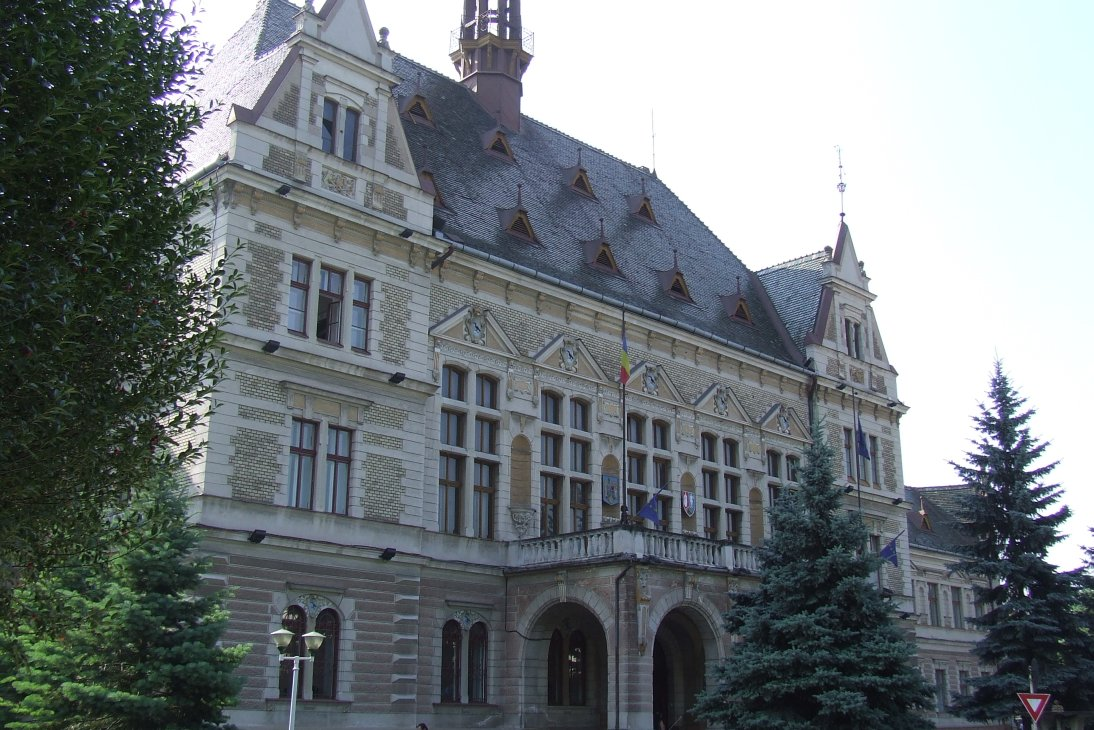
A régi Vármegyeháza ma polgármesteri hivatal

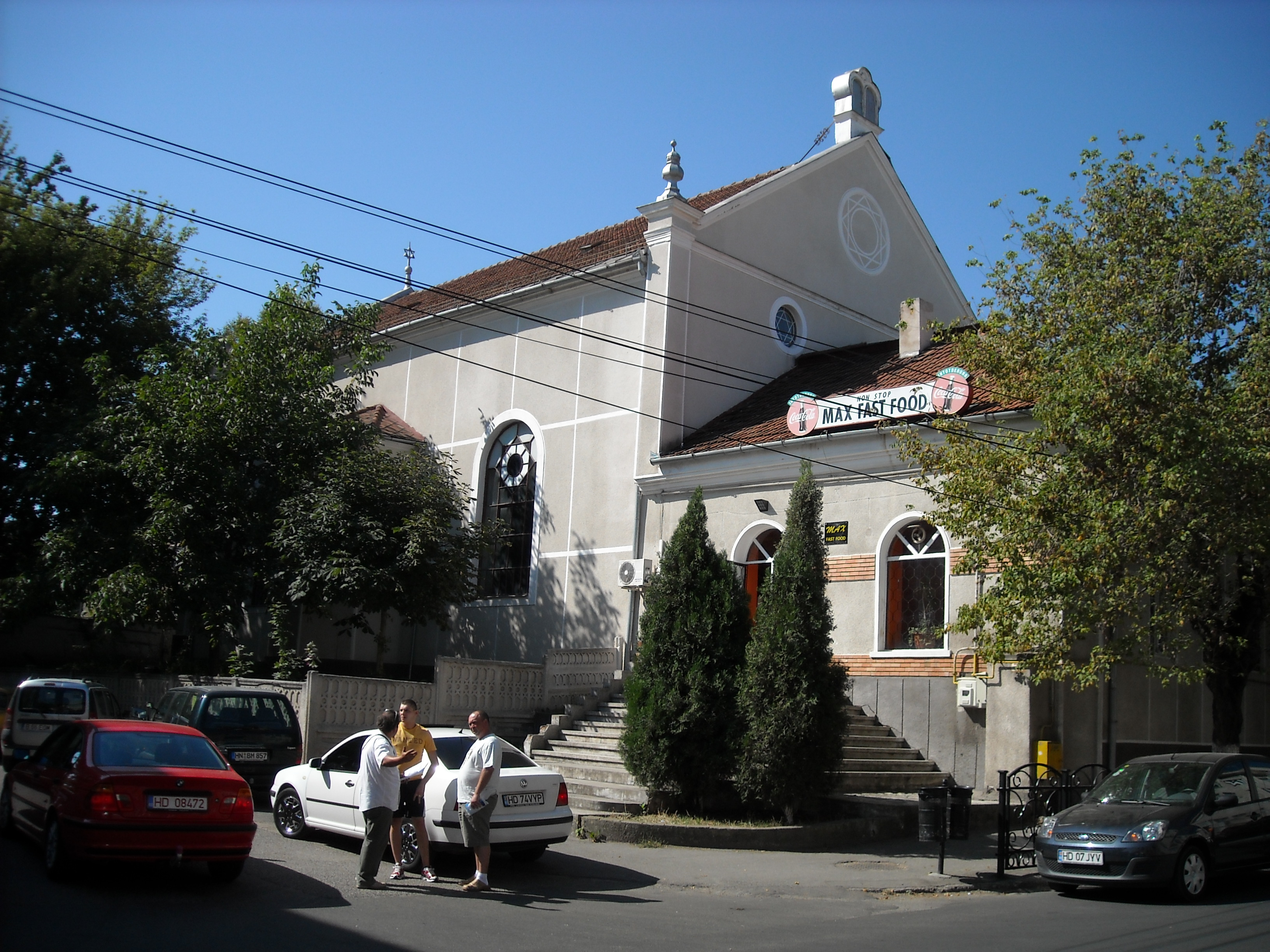
A dévai zsinagóga 1896-ban épült

- Déva vára. A város nyugati részén, a Várhegy csúcsain állnak az Erdély kapujának tekintett erődítmény tekintélyes, három várkapuval rendelkező maradványai.
- A Várhegy déli lábánál álló Magna Curia ('nagy udvarház') elődjét Geszti Ferenc dévai várkapitány építtette 1582-ben. 1603-ban itt tartatott országgyűlést Giorgio Basta. Ezután a fejedelmek használták szállásházként. 1627-től, Bethlen István feleségeként öt évig itt élt a „Murányi Vénusz”, Széchy Mária, majd ide menekült vissza második férje, Kun István elől lóháton Szatmárból. Bethlen Gábor kezdte meg átépítését 1621-ben reneszánsz stílusban, de végül csak a 18. század elejére készült el és a barokk jegyeit viseli magán. 1882-ben a Hunyadmegyei Történelmi és Régészeti Társulat rendezte be múzeumnak régészeti gyűjteménye számára. 1938-tól Hunyad megyei múzeumként működött. 2008-ban befejezték nagyszabású felújítását és harminc teremben A Dák és Római Civilizáció Múzeuma néven nyílt meg ismét.
- A vasútállomás szomszédságában, a hajdan Róka-városnak nevezett negyedben található a 17. században épült, korhű hangulatot árasztó, barokk stílusú, impozáns ferences templom és rendház. Jelenleg a Böjte Csaba testvér által létrehozott, nemzetközi hírnévnek örvendő gyermekmentő központ, a Dévai Szent Ferenc Alapítvány és a magyar tannyelvű Dévai Római Katolikus Líceum székhelye.
- A régi belváros főterének (Egyesülés tere / Piața Unirii) délnyugati részén található a 16. századi, református vártemplom helyén az 1908-ban szecessziós stílusban újraépült, nagyméretű, egy fő- és két melléktornyos református templom (Tordai Sándor András püspök tere / Piața Episcopul Tordai Sándor András).[7] Az 1970-es években megtörtént helyreállítása óta a hagyományos főtér fölé magasodó református templom toronyórája jellegzetes, békebeli hangulatot biztosít a város történelmi központjának : negyedóránként egyet, félóránként kettőt, háromnegyedóránként hármat, egész órában négyet, majd az óraszámnak megfelelő számot kongat.
- A református templom közvetlen szomszédságában található a 19. században épült, református parókia (Parohia Reformată / Lelkészi Hivatal). Homlokzatán a fölirat kétnyelvű (román, magyar). Az impozáns és gondosan restaurált saroképületre 1892-ben Salamon Ferenc történész, budapesti egyetemi tanár emlékét megörökítő márványtáblát helyeztek el. Az emléktáblát 2011-ben restauráltatta a Dévai Református Egyházközség.
- A régi központban (Centru Vechi) épült színház Jakab Dezső tervei szerint 1901-ben készült el. Az épület külső és belső restaurálása 2011-ben fejeződött be.
- A Várhegy lábainál elhelyezkedő városi liget (park) bejáratával szemben az egykori vármegyeháza Korvin-címeres, tornyos épülete emelkedik. Előtte hangulatos, bronzból öntött, vízköpő békákkal szegélyezett szökőkút foglal helyet.
- A városi park bejáratánál található a patinás Decebal-szobor, valamint a Horiát, Cloșcát és Crișánt ábrázoló féldombormű.
- A városi park bejáratától jobbra Petru Groza, Románia egykori miniszterelnökének szecessziós stílusban épült, repkényekkel borított lakosztálya emelkedik.
- A városi park bejáratától balra a megyei törvényszék épülete, valamint a Magyar utcát (str. Aurel Vlaicu) körbevevő, többnyire a századelőn épült, polgári városrész helyezkedik el.
- A dévai zsinagóga 1896-ban épült, 1905–1907-ben átépítették és megnagyobbították. A zsidó hitközség 1851-ben alakult.[8]
- A régi központban található a román tannyelvű Decebal Főgimnázium, amely az egykori Állami Főreáliskola számára 1888 és 1891 között készült épületben működik.[9]
- A régi központ főterén az egykori, 1966-ban fölállított Gróza Péter-szobor helyén az 1989-es eseményeket követően Traianus császár szobra emelkedik.
- A város Piski felé eső részén egykor több kilométer hosszúságban elterülő dévai csángótelep (avagy röviden : a Telep) néhány, mindmáig megőrzött, folklorisztikus értékű utcája a népi építkezés jegyeit viseli magán. 1910-ben a bukovinai székelyek számbelileg is egyik legjelentősebb csoportja Déván és Hunyad megyében (Csernakeresztúr, Vajdahunyad, Sztrigyszentgyörgy) telepedett le.
- A csángótelepi római katolikus templom
- A korszerű, magyar tannyelvű Téglás Gábor Elméleti Líceum
- Parva Curia

## Híres emberek
Itt születtek:

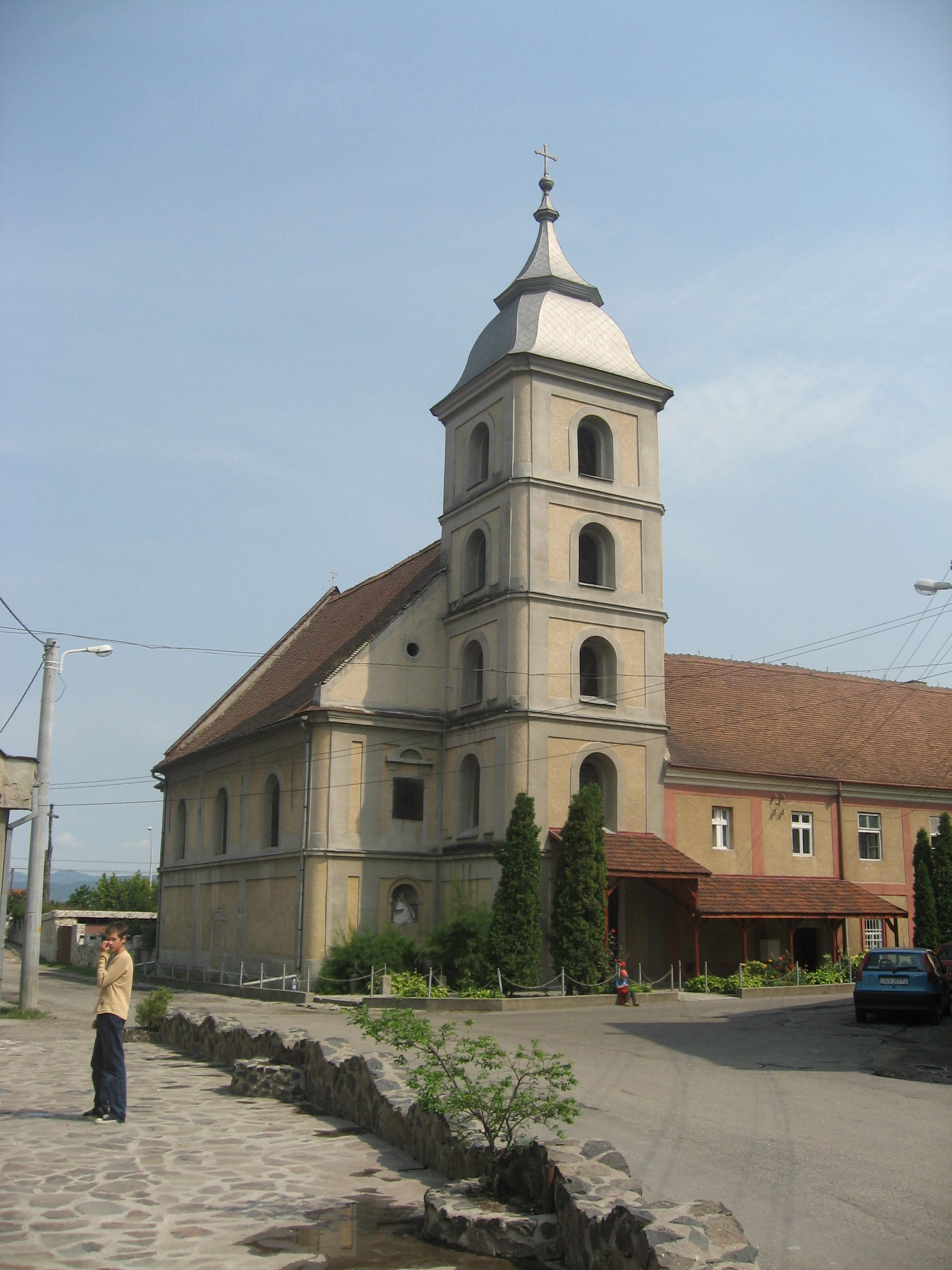
A dévai ferences rendház temploma

- 1500 körül Dévai Bíró Mátyás reformátor, „a magyar Luther”
- 1781. február 21-én Zoltán Károly történetíró
- 1793. február 20-án Ponori Thewrewk József író, régész
- 1825. augusztus 29-én Salamon Ferenc történész
- 1826. június 28-án Szamossy Elek festőművész.
- 1868. február 11-én Janky Kocsárd lovassági tábornok, vezérkari főnök, a Magyar Királyi Honvédség főparancsnoka
- 1869. augusztus 17-én Tóth József római katolikus hitszónok, egyházi író, szentszéki tanácsos
- 1877. május 3-án Nopcsa Ferenc paleontológus.
- 1898. május 4-én Korda Mária színésznő, Korda Sándor felesége
- 1906. márc. 8-án Péterfi István botanikus.
- 1909. július 6-án Szentiványi Lajos festőművész
- 1914. augusztus 22-én Baróti Géza író, újságíró
- 1914. november 11-én Elekes Lajos történész
- 1929. november 16-án Szász József hegedűművész, a Weiner-vonósnégyes tagja.
- 1936. július 18-án Barabás Kásler Magda énekművész, tanár
- 1939. október 9-én itt született, élt és alkotott Zsók Béla népzenekutató, néprajzi szakíró; Déván is hunyt el (2006. szeptember 28-án)
- 1956. február 20-án Bréda Ferenc író, költő, tanár

Déván halt meg:
- Dávid Ferenc, reformátor, az Erdélyi Unitárius Egyház megalapítója és első püspöke

Déván tartózkodtak:
- 1627 és 1640 között Széchy Mária, „a Murányi Vénusz”
- Itt élt gyermekkorában Erdélyi József költő.

Déván tevékenykedtek:
- Téglás Gábor régész, iskolaigazgató, akiről elnevezték a város 2005-ben alakult magyar líceumát
- Dr. Petru Groza jogász, román politikus, Románia miniszterelnöke,
- Nadia Comăneci tornász, a városi sportiskola tagja 1972 és 1975 között

Déván tevékenykedik:
- Böjte Csaba, ferencrendi szerzetes, a nemzetközileg ismert, gyermekmentő Dévai Szent Ferenc Alapítvány megalkotója

## Testvérvárosok
- Arras, Franciaország
- Cherbourg-Octeville, Franciaország
- Jancseng, Kína
- Szigetvár, Magyarország

## Galéria

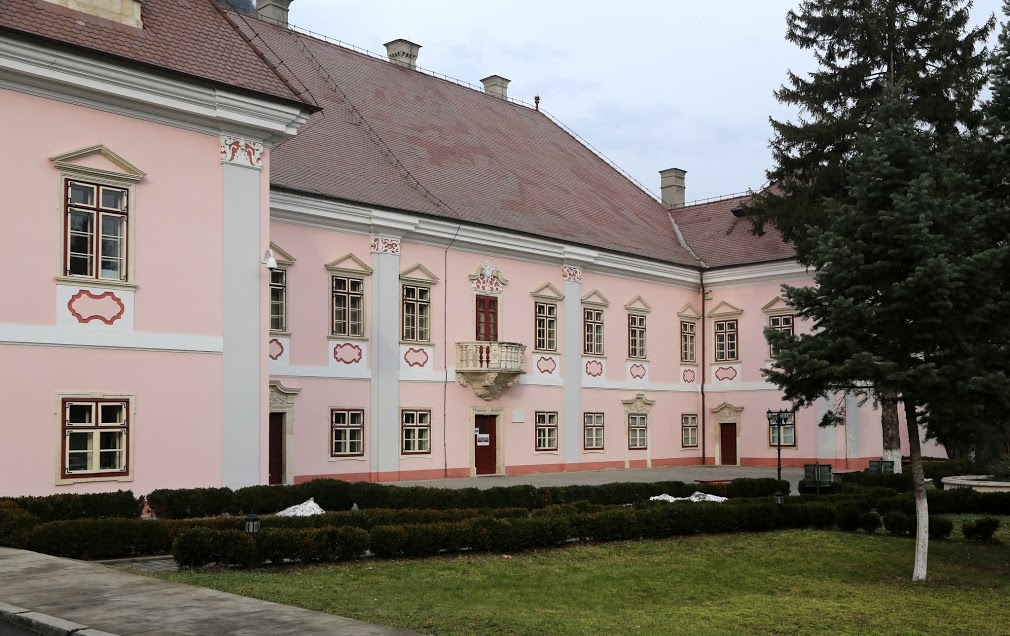
Magna Curia Városháza (Polgármesteri Hivatal)
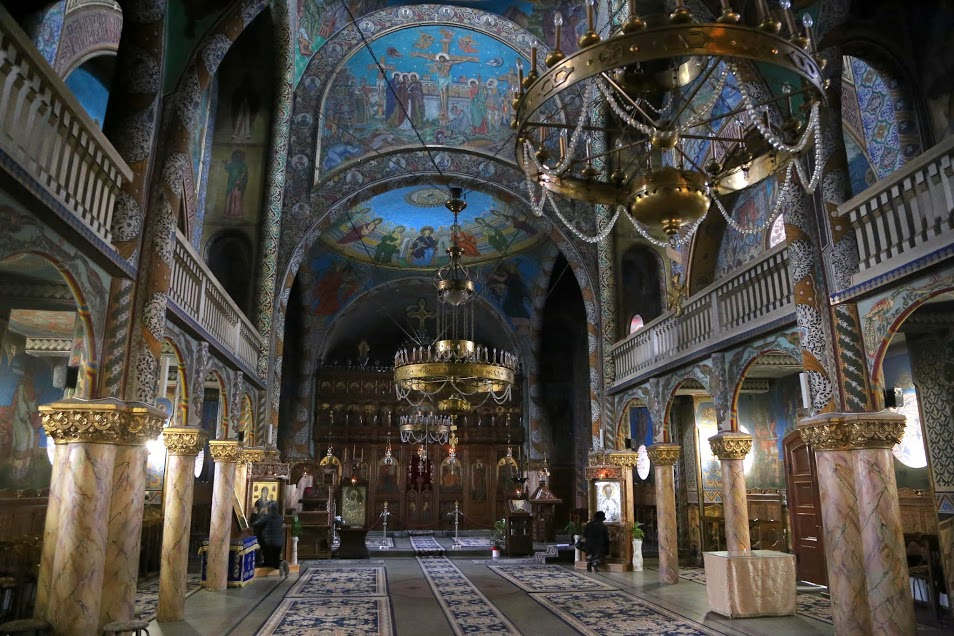
Biserica Buna Vestire (ortodox templom)
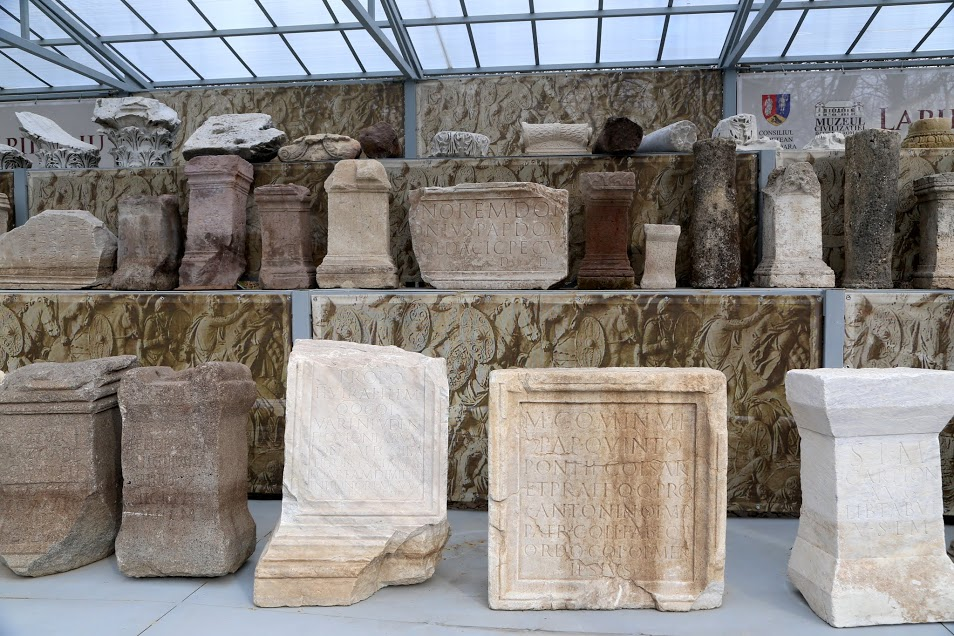
Lapidárium, római kövek
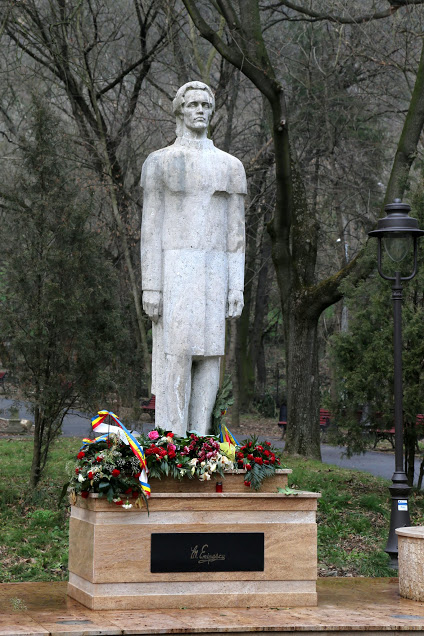
A legismertebb román költő: Eminescu szobra a városi közparkban
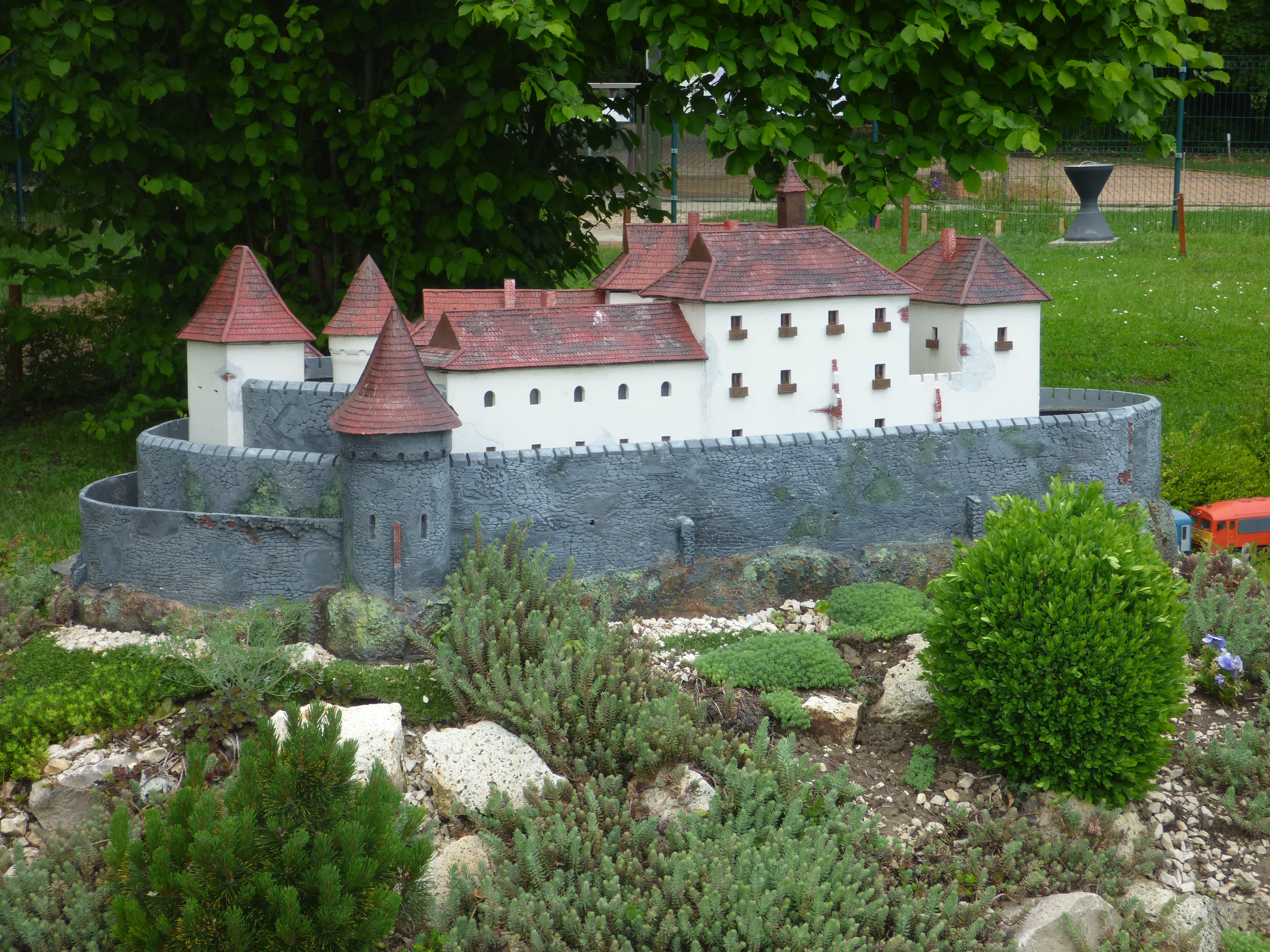
Déva várának makettje a szarvasi Mini Magyarország gyűjteményében